# Рак (паровоз)
Паровоз «Рак» — маневровий танк-паровоз з двома спареними осями і вертикально розташованим котлом. Випускався Невським, а потім і Харківським заводами для внутрішньозаводської роботи. Був обладнаний паророзподільним механізмом Вальсхарта. Отримав широке застосування на металургійних і машинобудівних заводах.

## Технічні дані
- Серія — «Рак»
- Осьова формула — 0-2-0
- Країна побудови — Російська імперія
- Завод — Невський, Харківський
- Ширина колії — 1524 мм
- Роки побудови — 1900
- Довжина локомотива — 4283 мм
- Робоча маса паровоза −12,0 т
- Діаметр рухомих коліс — 630 мм
- Сила тяги — 1083 кгс
- Тиск пари — 7,0 кг/см²
- Діаметр циліндрів — 250 мм
- Хід поршня — 260
- Запас води — 1,9 м³
- Випаровуюча поверхня котла — 14,5 м²